# USA:s vicepresident
USA:s vicepresident, formellt Vice President of the United States of America, är det näst högsta ämbetet i den federala statsmakten i Amerikas förenta stater. Ämbetets förekomst fastslås i USA:s konstitution. Vicepresidenten väljs tillsammans med presidenten av ett elektorskollegium, som väljs av delstaternas röstberättigade invånare i ett allmänt val. 
Vicepresidentens politiska roll varierar i varje presidentadministration. Enligt konstitutionen är USA:s vicepresident även ex officio talman i USA:s senat (engelska: President of the United States Senate). Av USA:s 46 presidenter har 15 stycken även varit vicepresidenter. Från Lyndon B. Johnsons vicepresidentskap i John F. Kennedys administration och framåt har vicepresidenten av sedvana ingått i presidentens kabinett; innan dess var talmanskapet i senaten huvudsysslan. Vicepresidenten är också en lagstadgad medlem av USA:s nationella säkerhetsråd och ingår i styrelsen för Smithsonian Institution.
J.D. Vance är USA:s 50:e och nuvarande vicepresident. Han tillträde den 20 januari 2025. 

## Ämbetsuppgifter
Vicepresidenten står först i successionsordningen för presidentämbetet och blir därför president ifall den sittande presidenten dör eller på annat sätt mister ämbetet i förtid, förutom om det 25:e tillägget till USA:s konstitution åberopas. Detta tillägg gör det möjligt för antingen presidenten själv, eller vicepresidenten och en majoritet av kabinetten att förklara presidenten fysiskt eller psykiskt inkapabel att utföra presidentämbetets uppgifter (t.ex. då presidenten undergår en medicinsk operation). 
Att åberopa tillägget skulle leda till att vicepresidenten blir tillförordnad president (engelska: Acting President), antingen fram till presidenten är kapabel att utföra sina uppgifter, eller efter 20 dagar efter det att tillägget åberopats. Inom dessa 20 dagar måste kongressen ha bestämt om presidenten ses som permanent inkapabel att utföra sina uppgifter. Om kongressen bestämmer att detta inte är fallet (eller inte har kommit fram till någonting) återfår presidenten sina befogenheter, men om de skulle besluta att presidenten är permanent inkapabel att utföra sina uppgifter, blir vice presidenten permanent tillförordnad president (inte officiellt president) fram till att den aktuella president perioden tar slut, eller vicepresidenten (nu tillförordnad president) blir vald till president, då vicepresidenten blir den riktiga presidenten. 
Rollen som senatens talman utövas normalt av den tillförordnade talmannen (President pro tempore of the United States Senate), utom vid lika röstetal då vicepresidenten har utslagsröst. Vicepresidenten är enligt lag ledamot i nationella säkerhetsrådet. Vicepresidenten ingår även ex officio i styrelsen för Smithsonian Institution. Av sedvänja brukar vicepresidenten vara medlem i presidentens kabinett.
Då vicepresidenten liksom presidenten själv är vald av elektorskollegiet kan presidenten inte entlediga vicepresidenten, utan vicepresidenten måste på eget bevåg ställa sin avskedsansökan till utrikesministern för att avgå före mandatperiodens utlöpande. Samma förfarande gäller även för presidenten.

## Kvalifikationer
Vicepresidenten måste vara en infödd amerikansk medborgare, vara minst 35 år gammal och ha levt i USA under de senaste 14 åren. Vicepresidenten måste, enligt USA:s konstitution, uppfylla samma behörighetskrav som presidenten och kan heller inte innehaft presidentämbetet över två mandatperioder på fyra respektive minst två år (varje tidsperiod på minst två år räknas som en mandatperiod). En vicepresident kan dock ställa upp som presidentkandidat oavsett hur många mandatperioder denne har innehaft som vicepresident.

## Historia
Under USA:s första år fanns en praxis (som dock inte var reglerad i konstitutionen) att den nyvalde presidenten utsåg sin besegrade motkandidat till vicepresident. Denna praxis bröts dock av Thomas Jefferson 1805 och har inte tillämpats sedan dess.
Även om vicepresidentämbetets roll och betydelse har varierat en del under historien så har det i stort sett alltid betraktats som ett marginellt uppdrag. John Adams, USA:s förste vicepresident, menade sarkastiskt att hans titel borde vara "hans överflödige excellens" (His Superfluous Excellency) och beskrev ämbetet som "det mest obetydliga ämbete som människan någonsin uppfunnit eller i sin fantasi tänkt ut" (the most insignificant office that ever the invention of man contrived or his imagination conceived). Det har dock förekommit att vicepresidenter har använt sitt ämbete för att driva egna politiska agendor; det mest kända exemplet är John C. Calhoun (vicepresident 1825–1832) som bland annat aktivt stödde slaveriet och så kallad nullifiering, som innebar att enskilda delstater skulle ges rätten att ogiltigförklara federala lagar som de ansåg strida mot konstitutionen.
Vicepresidentens historiskt viktigaste funktion har varit att efterträda den sittande presidenten om denne avlider, avgår eller av andra skäl inte kan fullborda sin innevarande mandatperiod och om den sittande presidenten skulle bli tillfälligt sjuk. Enligt den amerikanska konstitutionen ska vicepresidenten då tillträda som tillförordnad president (så kallad Acting president).
Den förste vicepresident att tillträda som tillförordnad president var John Tyler som 1841 efterträdde William Henry Harrison sedan denne hade avlidit en dryg månad efter att ha tillträtt. Vid tidpunkten var det dock inte helt självklart vad som skulle hända efter det eftersom den amerikanska konstitutionen inte fastslog huruvida den tillförordnade presidenten bara ska fungera som en interimspresident i väntan på att nyval kan hållas eller tillåtas fullborda mandatperioden. Tyler bad Högsta domstolen, Högsta kongressen och den sittande regeringen att bringa klarhet i frågan men då ingen av dessa kunde komma fram till något tydligt besked satt Tyler kvar och fullbordade Harrisons mandatperiod. 
1967 blev det genom det 25:e tillägget reglerat i konstitutionen att vicepresidenten ska efterträda presidenten om detta skulle bli aktuellt.
Efter mordet på Abraham Lincoln 1865 blev Andrew Johnson den förste vicepresidenten att tillträda presidentämbetet på grund av ett mord på en sittande president. Theodore Roosevelt efterträdde William McKinley 1901 efter att även denne mördats. I presidentvalet 1904 blev han den förste tillförordnade presidenten att väljas för en egen mandatperiod.
Richard Nixon tjänstgjorde som tillförordnad president under tre längre perioder under sin tid som vicepresident under Dwight D. Eisenhower då denne var sjuk. Nixon valdes senare själv till president. Gerald Ford efterträdde 1974 samme Nixon efter dennes avgång i sviterna av Watergateaffären. Ford blev då den första vicepresident att efterträda en president som avgått.
Nio vicepresidenter har under USA:s historia tillträtt som tillförordnade presidenter på grund av att den sittande presidenten antingen har avlidit eller avgått. Av dessa har fyra stycken senare blivit valda till egna mandatperioder:
- John Tyler (efterträdde William Henry Harrison 1841–1845)
- Millard Fillmore (efterträdde Zachary Taylor 1850–1853)
- Andrew Johnson (efterträdde Abraham Lincoln 1865–1869)
- Chester A. Arthur (efterträdde James Garfield 1881–1885)
- Theodore Roosevelt (efterträdde William McKinley 1901–1905. Vald till egen mandatperiod 1904)
- Calvin Coolidge (efterträdde Warren G. Harding 1923–1925. Vald till egen mandatperiod 1924)
- Harry S. Truman (efterträdde Franklin D. Roosevelt 1945–1949. Vald till egen mandatperiod 1948)
- Lyndon B. Johnson (efterträdde John F. Kennedy 1963–1965. Vald till egen mandatperiod 1964)
- Gerald Ford (efterträdde Richard Nixon 1974–1977)

Fyra av USA:s presidenter har även varit vicepresidenter under en annan president innan de själva vid det påföljande presidentvalet valts till ämbetet:
- John Adams (Vicepresident 1789–1797 under George Washington. President 1797–1801)
- Thomas Jefferson (Vicepresident 1797–1801 under John Adams. President 1801–1809)
- Martin Van Buren (Vicepresident 1832–1837 under Andrew Jackson. President 1837–1841)
- George H.W. Bush (Vicepresident 1981–1989 under Ronald Reagan. President 1989–1993)

En av USA:s presidenter har även varit vicepresident under en annan president innan denne själv vid ett senare presidentval valts till ämbetet:
- Joe Biden (Vicepresident 2009–2017 under Barack Obama. President 2021–2025)

### Ämbetsed

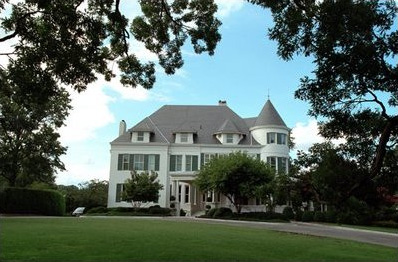
Vicepresidentens residens, Number One Observatory Circle.

Till skillnad från presidentämbetet saknas det i grundlagen en särskild ed för vicepresidenten att avläggas vid installationen. Alltsedan den förste vicepresidenten installerades 1789 har flera varianter använts. Sedan 1884 använts samma ed som vid tillsättandet av senatorer, ledamöter av representanthuset, ministrar och högre ämbetsmän, samt för civila och militära tjänstemän:
| ” | I do solemnly swear (or affirm) that I will support and defend the Constitution of the United States against all enemies, foreign and domestic; that I will bear true faith and allegiance to the same; that I take this obligation freely, without any mental reservation or purpose of evasion; and that I will well and faithfully discharge the duties of the office on which I am about to enter: So help me God. | „ |

## Residens
Vicepresidentens residens är beläget vid flottans observatorium i nordvästra Washington med adressen Number One Observatory Circle.

## Lista över USA:s vicepresidenter
| Federalist | Demokrat-republikan | Demokrat | Whig | Republikan |

| Nr |  | Vicepresident                      | Hemdelstat     | Tillträdde       | Avgick             | Parti | Parti                            | President                        |
| -- |  | ---------------------------------- | -------------- | ---------------- | ------------------ | ----- | -------------------------------- | -------------------------------- |
| 1  |  | John Adams (1735–1826)             | Massachusetts  | 30 april 1789    | 4 mars 1797        |       | Federalisterna                   | George Washington                |
| 2  |  | Thomas Jefferson (1743–1826)       | Virginia       | 4 mars 1797      | 4 mars 1801        |       | Demokrat-republikan              | John Adams                       |
| 3  |  | Aaron Burr (1756–1836)             | New York       | 4 mars 1801      | 4 mars 1805        |       | Demokrat-republikan              | Thomas Jefferson                 |
| 4  |  | George Clinton (1739–1812)         | New York       | 4 mars 1805      | 20 april 1812 †    |       | Demokrat-republikan              | Thomas Jefferson James Madison   |
| 5  |  | Elbridge Gerry (1744–1814)         | Massachusetts  | 4 mars 1813      | 23 november 1814 † |       | Demokrat-republikan              | James Madison                    |
| 6  |  | Daniel D. Tompkins (1774–1825)     | New York       | 4 mars 1817      | 4 mars 1825        |       | Demokrat-republikan              | James Monroe                     |
| 7  |  | John C. Calhoun (1782–1850)        | South Carolina | 4 mars 1825      | 28 december 1832   |       | Demokrat-republikan Demokraterna | John Quincy Adams Andrew Jackson |
| 8  |  | Martin Van Buren (1782–1862)       | New York       | 4 mars 1833      | 4 mars 1837        |       | Demokraterna                     | Andrew Jackson                   |
| 9  |  | Richard Mentor Johnson (1780–1850) | Kentucky       | 4 mars 1837      | 4 mars 1841        |       | Demokraterna                     | Martin Van Buren                 |
| 10 |  | John Tyler (1790–1862)             | Virginia       | 4 mars 1841      | 4 april 1841       |       | Whig                             | William Henry Harrison           |
| 11 |  | George M. Dallas (1792–1864)       | Pennsylvania   | 4 mars 1845      | 4 mars 1849        |       | Demokraterna                     | James K. Polk                    |
| 12 |  | Millard Fillmore (1800–1874)       | New York       | 5 mars 1849      | 9 juli 1850        |       | Whig                             | Zachary Taylor                   |
| 13 |  | William R. King (1786–1853)        | Alabama        | 4 mars 1853      | 18 april 1853 †    |       | Demokraterna                     | Franklin Pierce                  |
| 14 |  | John C. Breckinridge (1821–1875)   | Kentucky       | 4 mars 1857      | 4 mars 1861        |       | Demokraterna                     | James Buchanan                   |
| 15 |  | Hannibal Hamlin (1809–1891)        | Maine          | 4 mars 1861      | 4 mars 1865        |       | Republikanerna                   | Abraham Lincoln                  |
| 16 |  | Andrew Johnson (1808–1875)         | Tennessee      | 4 mars 1865      | 15 april 1865      |       | Demokraterna                     | Abraham Lincoln                  |
| 17 |  | Schuyler Colfax (1823–1885)        | Indiana        | 4 mars 1869      | 4 mars 1873        |       | Republikanerna                   | Ulysses S. Grant                 |
| 18 |  | Henry Wilson (1812–1875)           | Massachusetts  | 4 mars 1873      | 22 november 1875 † |       | Republikanerna                   | Ulysses S. Grant                 |
| 19 |  | William A. Wheeler (1819–1887)     | New York       | 4 mars 1877      | 4 mars 1881        |       | Republikanerna                   | Rutherford B. Hayes              |
| 20 |  | Chester A. Arthur (1829–1886)      | New York       | 4 mars 1881      | 19 september 1881  |       | Republikanerna                   | James A. Garfield                |
| 21 |  | Thomas A. Hendricks (1819–1885)    | Indiana        | 4 mars 1885      | 25 november 1885   |       | Demokraterna                     | Grover Cleveland                 |
| 22 |  | Levi P. Morton (1824–1920)         | New York       | 4 mars 1889      | 4 mars 1893        |       | Republikanerna                   | Benjamin Harrison                |
| 23 |  | Adlai E. Stevenson (1835–1914)     | Illinois       | 4 mars 1893      | 4 mars 1897        |       | Demokraterna                     | Grover Cleveland                 |
| 24 |  | Garret Hobart (1844–1899)          | New Jersey     | 4 mars 1897      | 21 november 1899 † |       | Republikanerna                   | William McKinley                 |
| 25 |  | Theodore Roosevelt (1858–1919)     | New York       | 4 mars 1901      | 14 september 1901  |       | Republikanerna                   | William McKinley                 |
| 26 |  | Charles W. Fairbanks (1852–1918)   | Indiana        | 4 mars 1905      | 4 mars 1909        |       | Republikanerna                   | Theodore Roosevelt               |
| 27 |  | James S. Sherman (1855–1912)       | New York       | 4 mars 1909      | 30 oktober 1912 †  |       | Republikanerna                   | William Howard Taft              |
| 28 |  | Thomas R. Marshall (1854–1925)     | Indiana        | 4 mars 1913      | 4 mars 1921        |       | Demokraterna                     | Woodrow Wilson                   |
| 29 |  | Calvin Coolidge (1872–1933)        | Massachusetts  | 4 mars 1921      | 2 augusti 1923     |       | Republikanerna                   | Warren G. Harding                |
| 30 |  | Charles G. Dawes (1865–1951)       | Illinois       | 4 mars 1925      | 4 mars 1929        |       | Republikanerna                   | Calvin Coolidge                  |
| 31 |  | Charles Curtis (1860–1936)         | Kansas         | 4 mars 1929      | 4 mars 1933        |       | Republikanerna                   | Herbert Hoover                   |
| 32 |  | John Nance Garner (1868–1967)      | Texas          | 4 mars 1933      | 20 januari 1941    |       | Demokraterna                     | Franklin D. Roosevelt            |
| 33 |  | Henry A. Wallace (1888–1965)       | Iowa           | 20 januari 1941  | 20 januari 1945    |       | Demokraterna                     | Franklin D. Roosevelt            |
| 34 |  | Harry S. Truman (1884–1972)        | Missouri       | 20 januari 1945  | 12 april 1945      |       | Demokraterna                     | Franklin D. Roosevelt            |
| 35 |  | Alben W. Barkley (1877–1956)       | Kentucky       | 20 januari 1949  | 20 januari 1953    |       | Demokraterna                     | Harry S. Truman                  |
| 36 |  | Richard Nixon (1913–1994)          | Kalifornien    | 20 januari 1953  | 20 januari 1961    |       | Republikanerna                   | Dwight D. Eisenhower             |
| 37 |  | Lyndon B. Johnson (1908–1973)      | Texas          | 20 januari 1961  | 22 november 1963   |       | Demokraterna                     | John F. Kennedy                  |
| 38 |  | Hubert Humphrey (1911–1978)        | Minnesota      | 20 januari 1965  | 20 januari 1969    |       | Demokraterna                     | Lyndon B. Johnson                |
| 39 |  | Spiro Agnew (1918–1996)            | Maryland       | 20 januari 1969  | 10 oktober 1973    |       | Republikanerna                   | Richard Nixon                    |
| 40 |  | Gerald Ford (1913–2006)            | Michigan       | 6 december 1973  | 9 augusti 1974     |       | Republikanerna                   | Richard Nixon                    |
| 41 |  | Nelson Rockefeller (1908–1979)     | New York       | 19 december 1974 | 20 januari 1977    |       | Republikanerna                   | Gerald Ford                      |
| 42 |  | Walter Mondale (1928–2021)         | Minnesota      | 20 januari 1977  | 20 januari 1981    |       | Demokraterna                     | Jimmy Carter                     |
| 43 |  | George H.W. Bush (1924–2018)       | Texas          | 20 januari 1981  | 20 januari 1989    |       | Republikanerna                   | Ronald Reagan                    |
| 44 |  | Dan Quayle (född 1947)             | Indiana        | 20 januari 1989  | 20 januari 1993    |       | Republikanerna                   | George Bush d.ä.                 |
| 45 |  | Al Gore (född 1948)                | Tennessee      | 20 januari 1993  | 20 januari 2001    |       | Demokraterna                     | Bill Clinton                     |
| 46 |  | Dick Cheney (född 1941)            | Wyoming        | 20 januari 2001  | 20 januari 2009    |       | Republikanerna                   | George Bush d.y.                 |
| 47 |  | Joe Biden (född 1942)              | Delaware       | 20 januari 2009  | 20 januari 2017    |       | Demokraterna                     | Barack Obama                     |
| 48 |  | Mike Pence (född 1959)             | Indiana        | 20 januari 2017  | 20 januari 2021    |       | Republikanerna                   | Donald Trump                     |
| 49 |  | Kamala Harris (född 1964)          | Kalifornien    | 20 januari 2021  | 20 januari 2025    |       | Demokraterna                     | Joe Biden                        |
| 50 |  | J.D. Vance (född 1984)             | Ohio           | 20 januari 2025  | nuvarande          |       | Republikanerna                   | Donald Trump                     |

| Företrädare: USA:s president | Successionsordningen för USA:s president USA:s vicepresident | Efterträdare: Talmannen i USA:s representanthus |